# Тимотеј Символски
Преподобни Тимотеј је био хришћански светац.

## Житије
Још као дете, Тимотеј се замонашио у манастиру у месту Символи на Олимпу у Малој Азији, на граници Фригије и Вигиније. Архимандрит тог манастира је био преподобни Теоктист, који је био узор и Платону Исповеднику, а постао је узор и младом Тимотеју. До своје смрти, Тимотеј се посветио усамљеничком животу који је проводио у посту, молитви и бдењу. Лутао је пустарама, а хришћани верују да је имао чудотворне, исцелитељске моћи. Умро је 795. године.

## Празник
Српска православна црква слави га 22. фебруара по црквеном, а 6. марта по грегоријанском календару.